# Filipendula vulgaris
Filipendula vulgaris é uma espécie de planta com flor pertencente à família Rosaceae.
A autoridade científica da espécie é Moench, tendo sido publicada em Methodus Plantas Horti Botanici et Agri Marburgensis : a staminum situ describendi 663. 1794..

## Portugal
Trata-se de uma espécie presente no território português, nomeadamente em Portugal Continental e no Arquipélago dos Açores.
Em termos de naturalidade é nativa de Portugal Continental e introduzida no Arquipélago dos Açores.

## Protecção
Não se encontra protegida por legislação portuguesa ou da Comunidade Europeia.